# Miranda (fodboldspiller)
 For alternative betydninger, se Miranda. (Se også artikler, som begynder med Miranda)
Miranda (født 7. september 1984) er en brasiliansk fodboldspiller. Han spiller for Inter Milan i Serie A, som forsvarsspiller. Tidligere har han repræsenteret blandt andet São Paulo FC i hjemlandt, FC Sochaux i Frankrig og spanske Atlético Madrid.